# Nocna zmiana (film 1994)
Treść tego artykułu może nie być zgodna z zasadami neutralnego punktu widzenia.
Dokładniejsze informacje o tym, co należy poprawić, być może znajdują się w dyskusji tego artykułu.
 Po wyeliminowaniu niedoskonałości należy usunąć szablon {{Dopracować}} z tego artykułu.
Nocna zmiana – film dokumentalny z 1994 zrealizowany przez Jacka Kurskiego i Michała Balcerzaka, poświęcony kulisom odwołania rządu Jana Olszewskiego w czerwcu 1992. Film bazuje na reportażu Gorące dni Wojciecha Ostapowicza, materiałach archiwalnych TAI oraz materiałach VHS autorstwa Włodzimierza Kuligowskiego (sceny w kuluarach). Jest to filmowa wersja książki Jacka Kurskiego i Piotra Semki z 1993 pt. Lewy czerwcowy.
Film został wyemitowany 27 lipca 1995 w porze najlepszej oglądalności i miał widownię około 6 milionów widzów.
Dwa lata po realizacji filmu (1996) wydano jego rozszerzoną wersję, gdzie oryginalny materiał poprzedzają komentarze polityków związanych z rządem Jana Olszewskiego udzielających wywiadu w książce Lewy czerwcowy, m.in. Antoniego Macierewicza, Jarosława Kaczyńskiego, Adama Glapińskiego, Jana Parysa przedstawione z perspektywy trzech lat po publikacji książki.

## Fabuła
Film prezentuje wydarzenia polityczne z kwietnia, maja i pierwszych dni czerwca 1992 związane z realizacją przyjętej przez sejm uchwały lustracyjnej, zgłoszonej 28 maja przez posła Janusza Korwin-Mikkego, oraz odwołaniem rządu Jana Olszewskiego. Uchwałę lustracyjną poprzedza konflikt Wałęsy z rządem: konflikt wokół Jana Parysa, konflikt związany z wizytą Wałęsy w Moskwie, wycofanie przez Wałęsę poparcia dla rządu z propozycją podjęcia „rozwiązań zmierzających do powołania nowego gabinetu mającego oparcie w parlamencie” z 27 maja.
Na film składają się fragmenty programów informacyjnych i publicystycznych. Zawiera on wiele wypowiedzi m.in. Lecha Wałęsy, Stefana Niesiołowskiego, Jana Rokity, Jacka Kuronia, Krzysztofa Wyszkowskiego, Tomasza Tywonka oraz fragmenty debat sejmowych.
Szczegółowo przedstawione zostały wydarzenia z dnia 4 czerwca 1992 poprzedzające nocne głosowanie nad odwołaniem rządu 5 czerwca 1992, w tym filmowane kamerą VHS rozmowy między prezydentem a politykami z ówczesnych ugrupowań parlamentarnych na temat możliwości powołania nowego rządu i wyboru na premiera Waldemara Pawlaka, które miały miejsce na krótko przed głosowaniem. W rozmowach uczestniczyli: Donald Tusk, Tadeusz Mazowiecki, Mieczysław Wachowski, Leszek Moczulski, Waldemar Pawlak, Stefan Niesiołowski, Bronisław Geremek, Ryszard Bugaj, Gabriel Janowski, Aleksander Łuczak, Paweł Łączkowski i inni.
Film prezentuje, w jaki sposób realizacja uchwały lustracyjnej przez ówczesnego ministra spraw wewnętrznych Antoniego Macierewicza przyczyniła się do upadku rządu Olszewskiego i wskazuje prezydenta jako inicjatora działań skierowanych przeciwko lustracji.

## Kontrowersje
Reżyser filmu Jacek Kurski i politycy związani z rządem Jana Olszewskiego określają przedstawione w filmie rozmowy mianem tajnej narady, a samo odwołanie rządu nazywają spiskiem i porównują z zamachem stanu. Jednakże na zdjęciach VHS z przebiegu rozmów widać obecność mediów (fotograf w tle, błyski fleszy), zaś kamera, którą kręcono wydarzenie, nie była w żaden sposób ukryta. Wedle słów Mieczysława Wachowskiego, rozmowy były filmowane na polecenie samego Lecha Wałęsy, który obawiał się internowania przez ekipę Macierewicza i obecność dziennikarzy miała go potencjalnie przed tym uchronić.
Stefan Niesiołowski wielokrotnie protestował przeciwko przedstawieniu go w filmie jako przeciwnika rządu Jana Olszewskiego. Niesiołowski, mimo że brał udział w rozmowach przed głosowaniem wotum nieufności dla rządu, z trybuny sejmowej skrytykował decyzję o odwołaniu rządu.
Film przedstawia Jarosława Kaczyńskiego jako gorącego zwolennika rządu. W rzeczywistości Kaczyński był w konflikcie z Olszewskim i dążył do poszerzenia koalicji rządowej o tzw. małą koalicję (UD, KLD, PPG). Gdy po „33 dniach Pawlaka” misję tworzenia rządu otrzymała Hanna Suchocka, Kaczyński czynił starania o włączenie Porozumienia Centrum do koalicji rządowej, stawiając jako warunek powierzenie Adamowi Glapińskiemu teki wicepremiera lub przynajmniej ministra współpracy z zagranicą. Premier Suchocka warunek ten odrzuciła. Kwestia ta doprowadziła do ostatecznego poróżnienia Kaczyńskiego z Olszewskim, który wraz z grupą 11 posłów odszedł z PC i utworzył Ruch dla Rzeczypospolitej.
Montaż filmu trwał 5 miesięcy. Jacek Kurski sam przyznał, że taśma z nagraniem spotkania przeciwnych Olszewskiemu polityków, do jakiego doszło nocą u Wałęsy, początkowo nie zrobiła na nim żadnego wrażenia – Dopiero gdy niewyraźne dialogi uzupełniłem o podpisy, wyszła bomba.
Film pomija szerszy kontekst związany z odwołaniem rządu i pomija fakty, które przeczą z góry założonej tezie twórców filmu. Najważniejsze fakty, które pominięto w filmie: mniejszościowy charakter rządu praktycznie od chwili jego powstania, krytykę polityki gospodarczej rządu przez stronnictwa sejmowe z różnych stron, postawę rządu i jego zaplecza w czasie debaty i głosowania projektu ustawy o Restytucji Niepodległości, wielomiesięczne rozmowy Jana Olszewskiego z Unią Demokratyczną nad poszerzeniem koalicji, rozmowy Jana Olszewskiego z Konfederacją Polski Niepodległej w sprawie poszerzenia koalicji, w trakcie których Jan Olszewski i Antoni Macierewicz usiłowali wywierać presję na przywódców KPN wykorzystując w tym celu teczkę Leszka Moczulskiego. Z filmu nie można się dowiedzieć, że autorzy wniosku o odwołanie rządu uzasadnili go negatywną oceną polityki gospodarczej prowadzonej przez Radę Ministrów, że Wałęsa natychmiastowe odwołanie rządu poparł z uwagi na sposób wykonania uchwały lustracyjnej, zaś KPN przyłączył się do wniosku o odwołanie z uwagi na próby wykorzystania lustracji przez niektórych członków rządu do rozbicia tej partii.
Szerszy kontekst polityczny tych wydarzeń pokazał Maciej Gawlikowski w filmie Pod prąd. Film Gawlikowskiego spotkał się z gwałtowną krytyką Piotra Gontarczyka, który zarzucił autorowi wybielanie Leszka Moczulskiego, nie podejmując jednak merytorycznej dyskusji.

## Nawiązania w kulturze
Wydarzenia z czerwca 1992 stały się inspiracją tekstu piosenki Lewy czerwcowy zespołu Kult. W teledysku do tego utworu pojawiają się sceny z filmu.
Fragmenty filmu zostały wykorzystane także w teledysku do utworu Teoria spisku II z płyty Czas vendetty (2012) rapera Lukasyno.